# Гаятри (богиня)
Гаятри (санскр. गायत्री, IAST: gāyatrī) — олицетворение Гаятри-мантры, известного гимна из ведических текстов. Она также известна как Савитри и Ведамата (мать Вед). Гаятри часто связывается с Савитром, солнечным божеством в Ведах. Согласно многим текстам, таким как Сканда-пурана, Гаятри — это имя или форма Сарасвати, и она является супругой Брахмы. Однако шиваитские тексты считают, что Махагаятри — супруга Вишвакармана, Шивы, в его высшей форме Садашивы с пятью головами и десятью руками.

## Развитие
Гаятри — это имя, изначально применявшееся к гимну Ригведы, состоящему из 24 слогов. В частности, это относится к Гаятри-мантре и Богине Гаятри как к олицетворению этой мантры. Мантра Гаятри, составленная в тройной форме, является самой известной. Большинство учёных идентифицируют Гаятри как женскую форму Гаятры, другого имени ведического солнечного бога, которого отождествляют с Савитром и Савитаром. Однако до сих пор неизвестен период, когда мантра стала олицетворяться с божеством.
Согласно пуранам, Гаятри была девушкой из абхиров, которая помогала Брахме в яджне в Пушкаре. Существуют различные источники, позволяющие проследить её развитие на протяжении веков.

## Описание
В Маханараяна Упанишаде. В Кришна-Яджурведе Гаятри описывается как белая, имеющая готру мудреца Вишвамитры, состоящая из 24 букв, трёхногая, шестибрюхая, пятиголовая и используемая в упанаяне.
Как упоминается в Тайттрия Сандхья Вбхашьям, предполагается, что три стопы Гаятри представляют первые 3 Веды (Риг, Яджур, Сама) . Предполагается, что шесть животов представляют 4 стороны света и два направления: Урдхва (зенит) и Адхара (надир). Пять голов представляют 5 Веданг, а именно вьякарану, шикшу, кальпу, нирукту и Джьотишу.
Гаятри-тантра, текст Мантрамахарнава, даёт значение 24 букв Гаятри и их представления, которые приведены ниже.

### 24 буквы Гаятри мантры
Гаятри-мантра состоит из 24 букв (санскр. गायत्री चतुर्विंशत्यक्षरा). Это:
1. Тат
2. Са
3. Ви
4. Тур
5. Ва
6. Ре
7. Ни
8. Ям
9. Бхар
10. Го
11. Де
12. Ва
13. Сья
14. Дхи
15. Ма
16. Хи
17. Дхи
18. Йо
19. Ио
20. Нах
21. Пра
22. Чо
23. Да
24. Ят

При подсчёте букв слово вареньям читается как варениям. Но во время воспевания его следует петь только как вареньям.

### 24ришиГаятри
Мантра 24 букв Гаятри представляет 24 ведических риши. К ним относятся:
1. Вамадева
2. Атри
3. Васиштха
4. Шукра
5. Канва
6. Парашара
7. Вишвамитра
8. Капила
9. Шаунака
10. Яджнавалкья
11. Бхарадваджа
12. Джамадагни
13. Гаутама
14. Мудгала
15. Вьяса
16. Ломаша
17. Агастья
18. Каушика
19. Ватсья
20. Пуластья
21. Мандука
22. Дурваса
23. Нарада
24. Кашьяпа

### 24метраГаятри
Мантра 24 букв Гаятри представляют 24 ведических гиман:
1. Гаятри
2. Ушник
3. Ануштубх
4. Брихати
5. Панкти
6. Триштубх
7. Джагати
8. Атиджагати
9. Шаквари
10. Атишаквари
11. Дхрити
12. Атидхрити
13. Вират
14. Пастарапамкти
15. Крти
16. Пракрти
17. Акрти
18. Викрти
19. Самскрти
20. Акшарапамкти
21. Бхух
22. Бхувах
23. Свах
24. Джьйотишмати

### 24 ведическихдэватыГаятри
24 буквы мантры Гаятри представляют 24 ведических дэва:
1. Агни
2. Праджапати
3. Сома
4. Ишана
5. Савита
6. Адити
7. Брихаспати
8. Майтраваруна
9. Бхага
10. Арьяман
11. Ганеша
12. Твашта
13. Пуша
14. Индрагни
15. Ваю
16. Вамадева
17. Майтраваруни
18. Вишведевы
19. Матрка
20. Вишну
21. Васу
22. Рудра
23. Кубера
24. Ашвины

Падма-пурана (на Сришти Канде) упоминает 24 Адхи-Дэваты (главных божеств) для каждой из 24 букв Гаятри-мантры:
1. Агни
2. Вайю
3. Сурья
4. Акаша
5. Яма
6. Варуна
7. Брихаспати
8. Парджанья
9. Индра
10. Гандхарва
11. Пушан
12. Митра
13. Твашта
14. Васу
15. Маруты
16. Сома
17. Ангирас
18. Вишведева
19. Ашвины
20. Праджапати
21. Акшара (таттва)
22. Рудра
23. Брахма
24. Вишну.

Йога яджнавалкья упоминает 24 Дэваты для каждой из 24 букв Гаятри-мантры:
1. Агни
2. Ваю
3. Сурья
4. Ишана
5. Адитья
6. Ангирас
7. Питри
8. Бхарга
9. Арьяман
10. Гандхарва
11. Пушан
12. Майтраваруна
13. Твашта
14. Васу
15. Вамадева
16. Майтраваруни
17. Джнея
18. Вишведева
19. Вишну
20. Праджапати
21. Сарвадева
22. Кубера
23. Ашвины
24. Брахма[15]

### 24 Шакти Гаятри
24 буквы мантры Гаятри представляют 24 шакти:
1. Вамадеви
2. Прия
3. Сатья
4. Вишвабхадра
5. Виласини
6. Прабхавати
7. Джая
8. Шанта
9. Канта
10. Дурга
11. Сарасвати
12. Видрума
13. Вишалеса
14. Вьяпини
15. Вимала
16. Тамопахарини
17. Сукшма
18. Вишвайони
19. Джая
20. Ваша
21. Падмалая
22. Парашобха
23. Бхадра
24. Трипада

### 24таттвыГаятри
Мантра 24 букв Гаятри представляет 24 таттвы:
1. Пять бхутов, а именно: притхиви (земля), апас (вода), агни (огонь), ваю (воздух) и акаша (эфир).
2. Пять танматр, а именно: гандха (запах), раса (вкус), рупа (форма), спарша (прикосновение) и шабда (звук).
3. Пять кармендрий (т.е. двигательных органов), а именно: упастха (половой орган), пайу (анус), пада (нога), пани (рука) и вак (рот).
4. Пять джнянендрий (то есть органов чувств), а именно гхрана (нос), джихва (язык), чакшус (глаз), tvak (кожа) и шротра (ухо).
5. Четыре вайю (воздуха), а именно: прана, апана, вьяна и самана

Однако в классической концепции 24 таттв вместo последних четырёх — антахкараны (то есть органы чувств), а именно манас (ум), буддхи (интеллект), читта (состояние ума) и аханкара (эго).

### Мудры Гаятри
Гаятри-мантра представляет некоторые махамудры (жесты рук):
1. Сумукха
2. Сампута
3. Витата
4. Вишрита
5. Двимукха
6. Тримукха
7. Чатух
8. Панчамукха
9. Шанмукха
10. Адхомукха
11. Вьяпаканджали
12. Шаката
13. Ямапаша
14. Гратхита
15. Санмукхонмукха
16. Виламба
17. Мустика
18. Матсья
19. Курмах
20. Варахака
21. Симхакранта
22. Махакранта
23. Мудгара
24. Паллава
25. Тришула
26. Йони
27. Сурабхи
28. Акшамала
29. Линга
30. Амбуджа.no #23?[прояснить]

Поскольку первые 24 используются перед Гаятри-джапой, их традиционно называют пурва-мудрами .

## Легенды
В некоторых пуранах Гаятри упоминается как другое имя Сарасвати, жены Брахмы. Согласно Матсья-пуране, левая половина Брахмы возникла как женщина, которую прославляют под именами Сарасвати, Савитри и Гаятри. В Курма-пуране Гаутама риши был благословлён богиней Гаятри и смог устранить препятствия, с которыми он столкнулся в своей жизни. Сканда-пурана утверждает, что Гаятри замужем за Брахмой, что делает её формой Сарасвати.
В нескольких писаниях Пуран говорится, что Гаятри отличается от Саравати и замужем за Брахмой. Согласно «Падма-пуране», Гаятри — девушка из племени абхиров, которая помогает Брахме с яджной в Пушкаре.
Есть версия, что первая жена Брахмы это Савитри, а Гаятри — вторая. История продолжается, Савитри рассердилась, узнав о свадьбе Гаятри с Брахмой, и прокляла всех богов и богинь, причастных к этому событию.
Однако Падма-пурана рассказывает ту же историю с небольшими изменениями. После того, как Савитри умиротворили Брахма, Вишну и Лакшми, Она приняла Гаятри, Абхиру, как свою сестру.
В дальнейшем Гаятри стала свирепой богиней, способной даже убить демона. Согласно Вараха-пуране и Махабхарате, Богиня Гаятри убила демона Ветрасура, сына Вритры и реку Ветравати, в день Навами.

## Гаятри в шиваизме

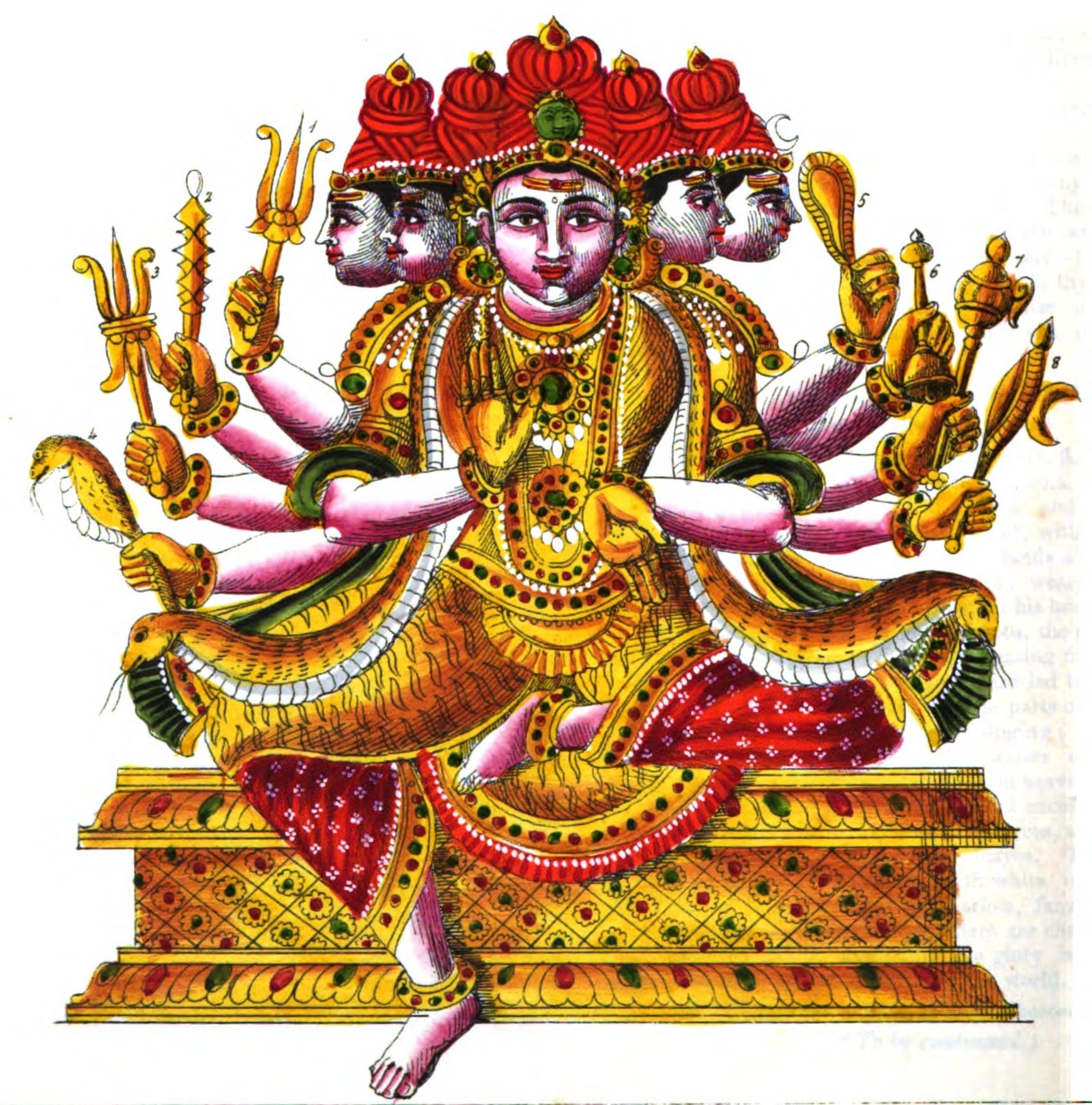
Согласно шиваистской сиддхантической точке зрения, Гаятри является супругой Садашивы, верховного существа, Парашивы

Шиваизм рассматривает Гаятри как супругу вечного блаженного и абсолютного Парашивы, которая проявляется в форме солнца, Шива-Сурьи. Супруга Садашивы Манонмани — не что иное, как мантра-форма Гаятри, которая обладает внутри себя силой своего мужа Бхарги. Популярная форма Гаятри с пятью головами и десятью руками изначально была обнаружена в шиваистских иконографиях Манонмани в Северной Индии, начиная с X века нашей эры. Взгляд шиваитов на Гаятри кажется более поздним развитием сочетания ведической практики почитания Гаятри и её шиваитского включения как проявления Шакти. Это может быть корнем ужасающего аспекта Гаятри, описанного в более поздних пуранах как убийца демона Ветрасуры, отождествляющего её с Ади Парашакти.

## Иконография

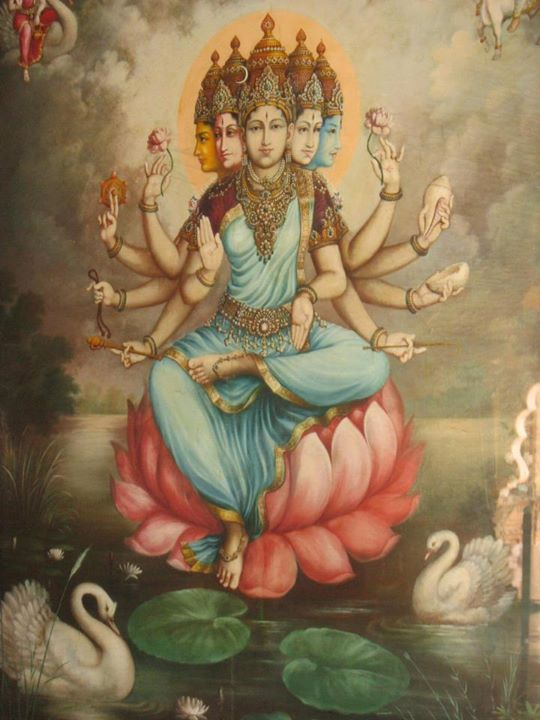
Современное изображение богини Гаятри.

Ранее бронзовые изображения Гаятри появились в штате Химачал-Прадеш, где она почиталась как супруга Садашивы. Некоторые из этих форм потрясающие по своей природе. Одно из бронзовых изображений Гаятри, датируемое X веком, было получено из региона Чамба и сейчас хранится в музее Нью-Дели. Оно появляется с пятью лицами и десятью руками, держащими меч, лотос, трезубец, диск, череп, Вараду слева и стрекало, петлю, рукопись, сосуд с Амритой и Абхая справа. Она обитает на горе Нанди. Современные изображения изображают лебедя как её вахану. Старая иконография шиваистской Манонмани Гаятри была неправильно понята как та же самая брахманская Гаятри позже, так же картины Гаятри появляются с XVIII века, на которых она часто изображается с третьим глазом, полумесяцем и пятью головами пяти разных цветов, такими же, как у Садашивы.
Хорошо известная форма Гаятри (Парвати) с шиваистским влиянием появится с пятью головами (Мукта, Видрума, Хема, Нила, Дхавала) с десятью глазами, смотрящими в восьми направлениях, а также на землю и небо, и десятью руками, держащими различное оружие, приписываемое Шиве, Вишну и Брахме . Другое недавнее изображение сопровождается белым лебедем, держащим в одной руке книгу, означающую знание, а в другой — лекарство. Она даже изображена четверорукой, верхом на Хансе с оружием, символизирующим Тримурти : Веды Брахмы, Диск Вишну и трезубец Шивы, а также с Варадамудрой.
У неё также есть устрашающее трёхликое изображение; два лица похожи на лицо богини Кали, одно как у моллюска и она держит оружие, показана как богиня Махакали. Она изображена восседающей на лотосе, держащей лотос, петлю, трезубец, ятаган и с вард-мудрой в правой руке, а раковину, диск, стрелу из лука, стрекало и абхай-мудру слева.

## Фестивали

### Гаятри Джаянти
Этот праздник посвящён дню, когда Мата Ади-Шакти приняла форму Гаятри, чтобы убить Ветрасура. День имеет две даты, обе из которых распространены в разных районах Индии, одна приходится на Шраван Пурниму, а другая на Шукла Пакша Экадаши во время лунного месяца Джьештха, и обычно отмечается на следующий день после Ганга Душеры .

### Наваратри
Она почитается во время Наваратри, так как все формы Ади-Шакти почитаются в эти дни.